# أدبيات رمادية

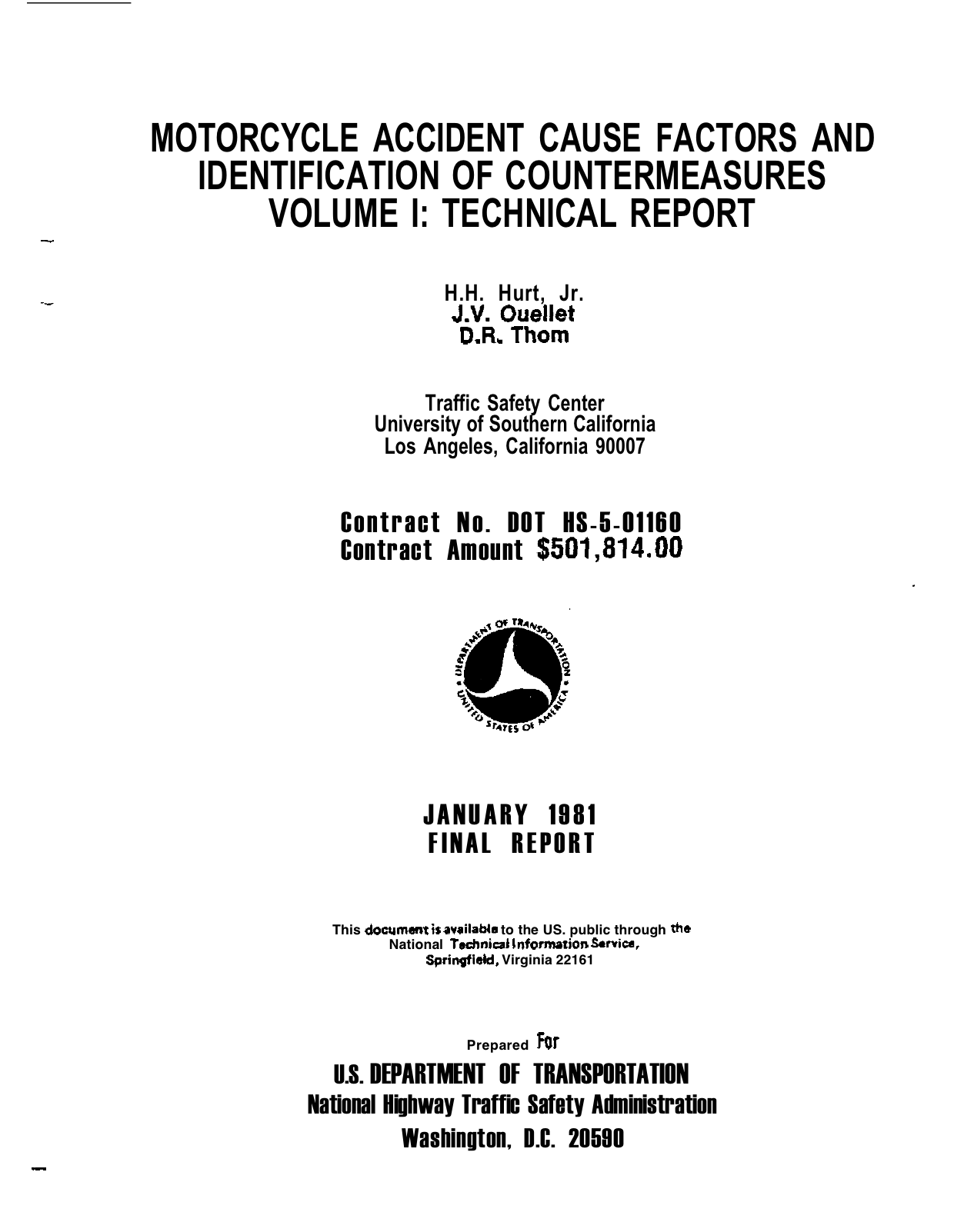

الأدب الرمادي هو المواد والأبحاث التي تنتجها المنظمات خارج قنوات النشر والتوزيع التجارية والأكاديمية التقليدية. تشمل أنواع منشورات الأدب الرمادي الشائعة التقارير (السنوية والبحثية والتقنية والمشاريع وما إلى ذلك)، وأوراق العمل والوثائق الحكومية والأوراق البيضاء والتقييمات. وتشمل المنظمات التي تنتج الأدبيات الرمادية الإدارات والهيئات الحكومية والمجتمع المدني والمنظمات غير الحكومية والمراكز والإدارات الأكاديمية والشركات الخاصة والخبراء.
يمكن إتاحة المطبوعات الرمادية للجمهور ويمكن توزيعها بشكل خاص داخل المنظمات أو المجموعات أيضاً، وقد تفتقر إلى وسيلة منهجية للتوزيع والجمع. يختلف مستوى جودة الأدب الرمادي واستعراضه وإنتاجه اختلافاً كبيراً. ويصعب اكتشاف الأدب الرمادي والوصول إليه وتقييمه، ولكن يمكن معالجة ذلك من خلال صياغة استراتيجيات البحث السليم.

## تعريفات
كان تعريف الأدب الرمادي ضبابياً في السابق، ويعتبر أن الباحث تشارلز ب. أوجيه هو الذي صاغ هذا المصطلح وهو كاتب «استخدام أدب التقارير» في عام 1975. كانت الأدبيات التي أشار إليها مؤلفة من تقارير استخبارية وملاحظات حول الأبحاث الذرية التي أعدتها قوات الحلفاء بكميات هائلة خلال الحرب العالمية الثانية. في مؤتمر عقدته شعبة المكتبة البريطانية للإقراض في عام 1978 استخدم أوجيه مصطلح الأدب الرمادي لوصف المفهوم لأول مرة. ركزت مفاهيمه على مجموعة كبيرة من الوثائق مع استمرار زيادة الكمية، والتي تميزت بـ «الصعوبة التي تشكلها بالنسبة لأمين المكتبة». ووصف أوجيه الوثائق بأنها تنطوي على غموض كبير بين السمات المؤقتة والدائمة، وبين تأثيرها المتزايد على البحث العلمي. ومع إدراكه لتحديات أدبيات التقارير، فقد أدرك أنها تحمل عدداً من المزايا تتفوق على وسائل النشر الأخرى، بما في ذلك السرعة والمرونة وفرصة الخوض في تفاصيل أكثر وقت اللزوم. اعتبر أوجيه التقارير وسيلة تواصل نصف منشورة مع علاقة متبادلة معقدة مع المجلات العلمية. في عام 1989 نشر أوجيه الطبعة الثانية من «توثيق المجتمعات الأوروبية: دليل»، والذي تضمن أول استخدام لمصطلح الأدب الرمادي في عمل منشور.
تناول المؤتمر الدولي الثالث للأدب الرمادي «تعريف لوكسمبورغ» ووافق عليه في عام 1997، وعُرّف الأدب الرمادي بأنه «جميع الأدبيات التي تُنتج على جميع المستويات الحكومية والأكاديمية والأعمال والصناعة بالأشكال المطبوعة أو الإلكترونية، ولكن لا يتحكم بها الناشرون التجاريون». وفي عام 2004 في المؤتمر السادس بمدينة نيويورك أُضيفت حاشية إلى التعريف بغرض التوضيح: الأدب الرمادي هو «...لا يتحكم بها الناشرون التجاريون، أي: لا يكون النشر النشاط الأساسي للجهة المنتجة». هذا التعريف مقبول الآن على نطاق واسع من قبل المجتمع الأكاديمي.
عرّفت مجموعة عمل الأدب الرمادي في الولايات المتحدة IGLWG في «الخطة الوظيفية للمعلومات الرمادية» لعام 1995 الأدب الرمادي على أنه «مادة مفتوحة المصدر أجنبية أو محلية تتوفر عادةً من خلال قنوات متخصصة، ولا تدخل في قنوات أو أنظمة نشر عادية أو التوزيع أو الضبط الببليوغرافي أو الاستحواذ من قِبل باعة الكتب أو وكلاء الاشتراك». وبالتالي فلا يمكن الوصول إلى الأدب الرمادي من خلال الأدوات المرجعية ذات الصلة مثل قواعد البيانات أو الفهارس، والتي تعتمد على الإبلاغ من وكلاء الاشتراك.
تشمل المصطلحات الأخرى المستخدمة في هذه المادة: أدب التقارير والمنشورات الحكومية ووثائق السياسة والأدب الهارب والأدب غير التقليدي والأدب غير المنشور والمنشورات غير التقليدية والمنشورات المؤقتة. بالإضافة إلى مقدمة النشر المكتبي والإنترنت، وتشمل المصطلحات الجديدة: المنشورات الإلكترونية والمنشورات عبر الإنترنت والمصادر عبر الإنترنت والبحوث مفتوحة الوصول والمستندات الرقمية.
على الرغم من صعوبة تعريف هذا المفهوم فإن مصطلح الأدب الرمادي هو مصطلح جماعي متفق عليه يمكن للباحثين ومحترفي المعلومات استخدامه لمناقشة هذه المجموعة المميزة ولكن المتباينة في المصادر.
في عام 2010 أشار كلٌ من دي جي فاراس وجي شوبفل إلى أن التعريفات الحالية للأدب الرمادي كانت في الغالب اقتصادية، وقالا إنه في بيئة بحثية متغيرة مع قنوات جديدة للاتصال العلمي يحتاج الأدب الرمادي إلى إطار مفاهيمي جديد. وقد اقترحا «تعريف براغ» كما يلي:
يرمز الأدب الرمادي إلى أنواع المستندات المتشعبة والتي تُنتج على جميع المستويات الحكومية والأكاديمية وقطاع الأعمال والصناعة في الأشكال المطبوعة والإلكترونية التي تكون محمية بحقوق الملكية الفكرية وعلى مستوى كافٍ من الجودة لتُجمع وتُحفظ في المكتبات أو المستودعات المؤسسية، ولكن لا يتحكم بها الناشرون التجاريون، أي: لا يكون النشر النشاط الأساسي للجهة المنتجة.
نظراً للزيادة السريعة للنشر على الإنترنت والوصول إلى المستندات فقد تحول تركيز الأدب الرمادي إلى الجودة والملكية الفكرية والتحديث وإمكانية الوصول.

## أنواع النشر
يمثل مصطلح الأدب الرمادي اسماً جمعياً يدل على عدد كبير من أنواع المنشورات التي تنتجها المنظمات لأسباب مختلفة. وهي تشمل: تقارير الأبحاث والمشروعات والتقارير السنوية وتقارير الأنشطة والرسائل العلمية ووقائع المؤتمرات وما قبل الطباعة وأوراق العمل والنشرات الإخبارية والتقارير التقنية والتوصيات والمعايير التقنية وبراءات الاختراع والملاحظات التقنية والبيانات والإحصائيات والعروض التقديمية والملاحظات الميدانية وكتب الأبحاث المختبرية والمناهج التعليمية الأكاديمية وملاحظات المحاضرات والتقييمات وغيرها الكثير. تحتفظ شبكة غري نت GreyNet الدولية بقائمة بأنواع المستندات عبر الإنترنت.
تنتج المؤسسات أدبيات رمادية كوسيلة لتغليف المعلومات وتخزينها ومشاركتها لاستخدامها الخاص ولتوزيعها على نطاق أوسع. يمكن أن يأخذ هذا شكل سجل للبيانات والمعلومات على موقع أو لمشروع «السجلات الأثرية وبيانات المسح وأوراق العمل»، وتبادل المعلومات حول كيفية حدوث الأشياء وسببها «التقارير التقنية والمواصفات والملخصات والتقييمات وتقارير المشروع»، والوصف والدعوة إلى إجراء تغييرات في السياسة العامة أو الممارسة أو التشريعات «الأوراق البيضاء وأوراق المناقشة والمقدمات»، وتلبية المتطلبات القانونية أو غيرها من متطلبات تبادل المعلومات أو إدارتها «التقارير السنوية ووثائق التشاور»، والعديد من الأسباب الأخرى.
غالباً ما تسعى المؤسسات إلى خلق الإنتاج المطلوب ومشاركته مع الأطراف المعنية بسرعة وسهولة دون تأخير وقيود النشر في المجلات الأكاديمية والكتب. وقلما يكون لدى المنظمات والأشخاص الحافز أو المبرر للنشر في المجلات والكتب الأكاديمية، أو لفرض الرسوم مقابل الوصول إلى المنتجات التنظيمية. في الواقع قد تكون هناك حاجة لبعض المنظمات الإعلامية لجعل بعض المعلومات والوثائق في متناول يد العموم. من ناحية أخرى لا يعد الأدب الرمادي مجانياً دائماً، إذ تُباع بعض المصادر مثل تقارير السوق بآلاف الدولارات. ولكن هذه حالات استثنائية بالنسبة للأدب الرمادي، فهو عادةً ما يكون متاحاً بالمجان رغم تكلفة إنتاجه الباهظة.
على الرغم من أن جودة الإنتاج والبحث قد تكون مرتفعة للغاية «مع سمعة تنظيمية منوطة بالمنتج النهائي»، تفتقر الهيئة المنتجة التي ليست ناشراً رسمياً إلى قنوات التوزيع الشامل والتحكم في المراجع بشكل عام.
يميز المختصون بالمعلومات والأبحاث بشكل عام بين الأدب الرمادي والأدب قصير الأمد. ومع ذلك فهناك بعض التداخلات بين الاثنين، ولكن بلا شك هما يتشاركان ببعض المشكلات المشتركة مثل مشكلة التحكم في المراجع. إذ إن الوثائق الفريدة المكتوبة مثل المخطوطات والأرشيفات والرسائل الشخصية لا تعتبر من ضمن الأدب الرمادي، على الرغم من أنها تتقاسم معه مشكلات التحكم والوصول ذاتها.